# Lenyeletse Seretse
Lenyeletse Seretse (25 de junio de 1920– 3 de enero de 1983) fue el Vicepresidente de Botsuana de 1980 hasta su muerte el 3 de enero de 1983. Desde Botsuana del norte, Seretse fue nombrado Vicepresidente para aplacar a sus compatriotas norteños tras la asunción del Sureño Quett Masire a la Presidencia.